# 本田隆一
本田 隆一（ほんだ りゅういち、1974年 - ）は日本の映画監督。神奈川県出身。栃木県立大田原高等学校を経て大阪芸術大学卒業、日本大学大学院芸術学研究科修了。

## 来歴
2001年、ゆうばり国際ファンタスティック映画祭オフシアター部門グランプリ受賞（東京ハレンチ天国 さよならのブルース）。水戸短編映像祭第5回水戸市長賞受賞（あいつはコックリさん）。

## 映画
特記のないものは監督のみ担当。
- 東京ハレンチ天国 さよならのブルース（2001年）監督、脚本、出演。
- あいつはコックリさん（2002年）
- 帰ってきた刑事まつり〜背徳美汁刑事（2003年）
- セクシードリンク大作戦 神様のくれた酒（2003年）
- プッシーキャット大作戦（2004年）監督、脚本、編集。
- 穴〜青春の穴（2004年）
- ウォーターメロン（2004年）監督、編集。
- 脱皮ワイフ（2004年）監督、編集。
- ずべ公同級生（2004年）監督、脚本。
- あさってDANCE（2005年）
- チェーン 連鎖呪殺（2005年）監督、編集。
- 戦 IKUSA（2005年）
- 実録心霊シリーズ 撮影現場 心霊ファイル ～劇映画「隙魔」の撮影現場より～（2005年）構成、演出。
- 戦〜第弐戦 二本松の虎（2006年）
- ハヴァ、ナイスデー〜お別れのバラード（2006年）監督、脚本。
- そんな無茶な〜彼女が歌う理由（2007年）監督、編集。
- サクゴエ（2007年）
- GSワンダーランド（2008年）監督、脚本、編集。
- 市民ポリス69（2011年）
- 大木家のたのしい旅行 新婚地獄篇（2011年）

## テレビ
特記のないものは演出のみ担当。
- 怪談スケ番幽霊（2004年）
- スパイ道 悶絶スパイ学園（2005年）
- イヌゴエ（2006年）
- キューティーハニー THE LIVE（2007年 - 2008年）
- トンスラ（2008年）
- 怨み屋本舗REBOOT（2009年）
- 傍聴マニア09〜裁判長!ここは懲役4年でどうすか〜（2009年）
- 満福少女ドラゴネット（2010年）
- 示談交渉人 ゴタ消し（2011年）
- デカ黒川鈴木（2012年）
- 秋葉京介探偵事務所〜狙われた男〜（2012年）
- 毒 ポイズン（2012年）
- 仮面ティーチャー（2013年）
- ハクバノ王子サマ（2013年）
- 恋文日和（2014年）
- 犯罪心理学教授・兼坂守の捜査ファイル（2014年）
- 名探偵 神津恭介〜影なき女〜（2014年）
- SHARK〜2nd Season〜（2014年）
- 私は代行屋!3 事件推理請負人（2014年）
- 恋愛時代（2015年）
- 名探偵 神津恭介〜呪縛の家〜（2015年）
- 犯罪心理学教授・兼坂守の捜査ファイル2（2015年）
- 私は代行屋!4 事件推理請負人（2015年）
- 婚活刑事 第9話（2015年）
- いつかティファニーで朝食を〜2nd Season〜（2016年）
- 検事・悪玉（2016年）
- ドクターカー〜絶体絶命を救え〜（2016年）
- 西村京太郎サスペンス　十津川捜査班10　十津川警部「悪女」（2016年）
- 刑事犬養隼人（2016年）
- 福家堂本舗-KYOTO LOVE STORY-（2016年）Amazonプライム・ビデオ
- 女の中にいる他人（2017年）
- 恋がヘタでも生きてます（2017年）
- ハケンのキャバ嬢・彩華（2017年）
- 特命刑事 カクホの女（2018年）
- スペシャルドラマ 検事・悪玉（2018年）
- 幸色のワンルーム （2018年）
- 探偵が早すぎる （2018年）
- ブスだってI LOVE YOU （2018年）
- 盤上の向日葵 （2019年）
- 特命刑事 カクホの女2（2019年）
- 女子グルメバーガー部 （2020年）
- 銀座黒猫物語 （2020年）
- マリーミー! （2020年）
- 極主夫道 （2020年）
- 作家刑事 毒島真理（2020年）
- 結婚できないにはワケがある。（2021年）
- 女子グルメバーガー部2021夏SP （2021年）
- 新・信濃のコロンボ2 北国街道殺人事件（2021年）
- じゃない方の夜〜恋は突然、生まれない（2021年）
- さすらい署長風間昭平スペシャル 塩屋岬いわき殺人事件（2022年）
- 精神分析医 氷室想介の事件簿〜超高層ビル密室殺人の謎〜（2022年）
- 探偵が早すぎる 春のトリック返し祭り（2022年）
- 魔法のリノベ（2022年）
- デブとラブと過ちと!（2022年）
- 今野敏サスペンス 機捜235×強行犯係 樋口顕（2023年）
- しょうもない僕らの恋愛論（2023年）
- 勝利の法廷式（2023年）
- 精神分析医 氷室想介の事件簿2〜ベストセラー小説に隠された殺人事件の謎〜（2023年）
- 推しが上司になりまして（2023年）
- ブラックファミリア〜新堂家の復讐〜（2023年）
- シークレット同盟（2024年）
- あなたの恋人、強奪します。（2024年）
- シュガードッグライフ（2024年）
- 江戸川乱歩原作 名探偵・明智小五郎　黒蜥蜴（2024年）
- 私の町の千葉くんは。（2024年）
- 私の知らない私（2025年）
- Dr.アシュラ（2025年）

## PV
- 岡村靖幸「ミラクルジャンプ」（2004年）監督。
- なかの綾「恋におちて」（2010年）監督。

## 舞台
- ラフカット第三話「女番長パニック・集団暴行」（2007年）脚本。